# Knattspyrnufélag Reykjavíkur 2013
Questa voce raccoglie le informazioni riguardanti il Knattspyrnufélag Reykjavíkur nelle competizioni ufficiali della stagione 2013.

## Stagione
Il KR Reykjavík chiuse la stagione al 1º posto in classifica, vincendo il campionato locale per la 26ª volta nella sua storia. L'avventura nel Bikar karla 2013 terminò invece in semifinale, con l'eliminazione per mano dello Stjarnan.

## Maglie e sponsor
Lo sponsor tecnico per la stagione 2013 fu Nike, mentre lo sponsor ufficiale fu Eimskipafélag Íslands. La divisa casalinga era composta da una maglietta a strisce bianconere, con pantaloncini e calzettoni neri. Quella da trasferta era invece costituita da una maglietta arancione, pantaloncini bianchi e calzettoni arancioni.
| Casa | Trasferta |

## Rosa
| N. |                        | Ruolo | Calciatore                  |
| -- | ---------------------- | ----- | --------------------------- |
| 1  | Islanda (bandiera)     | P     | Hannes Halldórsson          |
| 2  | Islanda (bandiera)     | D     | Grétar Sigfinnur Sigurðsson |
| 3  | Islanda (bandiera)     | D     | Haukur Heiðar Hauksson      |
| 4  | Islanda (bandiera)     | C     | Bjarni Eggerts Guðjónsson   |
| 6  | Islanda (bandiera)     | D     | Gunnar Þor Gunnarsson       |
| 7  | Inghilterra (bandiera) | A     | Gary Martin                 |
| 8  | Islanda (bandiera)     | C     | Baldur Sigurðsson           |
| 9  | Islanda (bandiera)     | C     | Þorsteinn Már Ragnarsson    |
| 10 | Islanda (bandiera)     | A     | Kjartan Finnbogason         |
| 11 | Islanda (bandiera)     | C     | Óskar Örn Hauksson          |
| 14 | Islanda (bandiera)     | C     | Brynjar Gunnarsson          |
| 15 | Islanda (bandiera)     | C     | Emil Atlason                |

| N. |                     | Ruolo | Calciatore                  |
| -- | ------------------- | ----- | --------------------------- |
| 16 | Islanda (bandiera)  | C     | Jónas Sævarsson             |
| 17 | Islanda (bandiera)  | C     | Torfi Karl Ólafsson         |
| 18 | Islanda (bandiera)  | C     | Atli Sigurjónsson           |
| 18 | Islanda (bandiera)  | D     | Aron Bjarki Jósepsson       |
| 21 | Islanda (bandiera)  | D     | Guðmundur Reynir Gunnarsson |
| 22 | Islanda (bandiera)  | P     | Guðmundur Sævar Hreiðarsson |
| 24 | Islanda (bandiera)  | C     | Björn Jonsson               |
| 25 | Islanda (bandiera)  | P     | Rúnar Alex Rúnarsson        |
| 27 | Islanda (bandiera)  | D     | Hrannar Einarsson           |
| 28 | Islanda (bandiera)  | A     | Davíð Einarsson             |
| 30 | Norvegia (bandiera) | D     | Jonas Grønner               |
| –– | Islanda (bandiera)  | C     | Egill Jónsson               |

## Calciomercato

### Sessione invernale(dal 01/01 al 31/03)
| Arrivi           | Arrivi              | Arrivi            | Arrivi        |
| R.               | Nome                | da                | Modalità      |
| ---------------- | ------------------- | ----------------- | ------------- |
| C                | Brynjar Gunnarsson  |                   | svincolato    |
| C                | Óskar Örn Hauksson  | Sandnes Ulf       | fine prestito |
| C                | Egill Jónsson       | Selfoss           | fine prestito |
| C                | Andri Ólafsson      | ÍBV Vestmannæyja  | definitivo    |
| C                | Torfi Karl Ólafsson | Víkingur Ólafsvík | fine prestito |
| A                | Davíð Einarsson     | Höttur            | fine prestito |
| Altre operazioni |                     |                   |               |
| R.               | Nome                | da                | Modalità      |
| P                | Hugi Jóhannesson    | KFF Fjarðabyggð   | fine prestito |
| C                | Hróar Sigurðsson    | Haukar            | fine prestito |
| C                | Dofri Snorrason     | Selfoss           | fine prestito |

| Partenze | Partenze                | Partenze | Partenze   |
| R.       | Nome                    | a        | Modalità   |
| -------- | ----------------------- | -------- | ---------- |
| P        | Hugi Jóhannesson        | Ægir     | prestito   |
| P        | Fjalar Þorgeirsson      | Valur    | definitivo |
| D        | Viktor Bjarki Arnarsson |          | svincolato |
| D        | Rhys Weston             | Sabah    | definitivo |
| C        | Dofri Snorrason         | Víkingur | definitivo |
| A        | Magnus Már Luðviksson   | Valur    | definitivo |

### Sessione estiva(dal 01/07 al 31/07)
| Arrivi | Arrivi        | Arrivi | Arrivi   |
| R.     | Nome          | da     | Modalità |
| ------ | ------------- | ------ | -------- |
| D      | Jonas Grønner | Brann  | prestito |

| Partenze | Partenze        | Partenze | Partenze   |
| R.       | Nome            | a        | Modalità   |
| -------- | --------------- | -------- | ---------- |
| A        | Davíð Einarsson | Fylkir   | definitivo |

## Risultati

### Úrvalsdeild

#### Girone di andata
| Arbitro: | Þórisson |

|                                     |           |               |
| G. Sigurðsson 13’ Laxdal 43’ (aut.) | Marcatori | 22’ Björnsson |